# Anna Protassova
La comtesse Anna Stepanovna Protassova (Анна Степановна Протасова ; 1745–1826) était une aristocrate, dame de compagnie et confidente de Catherine II de Russie.

## Biographie
Elle est la fille du sénateur Stepan Feodorovitch Protassov et de Anisya Nikitichna, née Orlova.
En 1779, elle remplace la comtesse Praskovya Bruce (en) comme première demoiselle d'honneur de Catherine II, puis devient dame de compagnie en 1785. Celle-ci lui confie la plupart de ses histoires de cœur, à tel point que la comtesse est surnommée « l'éprouveuse » (surnom donné en français, langue à la mode dans l’aristocratie russe de l'époque) pour le rôle qu'elle joue dans les affaires sentimentales de Catherine. Elle serait chargée selon certaines sources de « tester » les éventuels amants de Catherine II, suggérés par Potemkine et examinés par un médecin pour déceler toute trace de maladie vénérienne. Elle accompagnait Catherine dans tous ses voyages. Elle est même mentionnée sous son surnom d'« éprouveuse » dans des poèmes de Byron.
En 1801, elle devient dame d'honneur de Sophie-Dorothée de Wurtemberg. Elle meurt en 1826 à Saint-Pétersbourg.

## Descendance

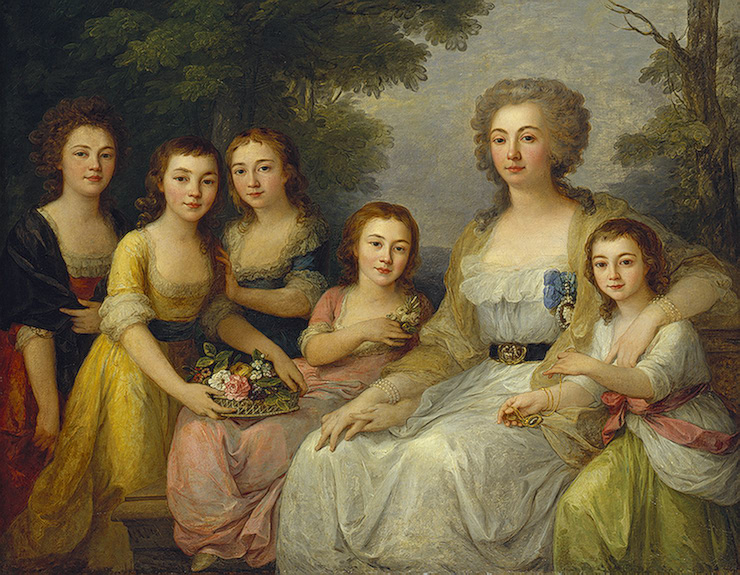
Portrait de la comtesse
Anna Protassova avec ses nièces
Angelica Kauffmann, 1788
Musée de l'Ermitage, Saint-Petersbourg

Par sa nièce Catherine Protassov qu'elle a en partie élevée (ainsi que ses quatre sœurs), elle est la grand-tante de Sophie Rostopchine, comtesse de Ségur.